# Presidente de la Nación Achuar
El Presidente de la Nación Achuar es la máxima autoridad organizacional y representante del pueblo Achuar en los ámbitos internos y externos. Su función principal es garantizar el bienestar de la nacionalidad, fortalecer la autonomía territorial y velar por la preservación de la cultura y los derechos colectivos.
La elección del Presidente se realiza mediante un proceso interno en el que participan los síndicos, presidentes de asociaciones y líderes comunitarios, quienes representan a sus respectivas comunidades. Este proceso se basa en la democracia comunitaria y el consenso, respetando los principios ancestrales del pueblo Achuar. Además, la Presidencia de la Nación Achuar se alterna entre representantes de las comunidades de las provincias de Pastaza y Morona Santiago, garantizando una distribución equitativa del liderazgo.
El Presidente lidera el Consejo de Gobierno Achuar, coordina acciones con las comunidades y autoridades tradicionales, representa a la nacionalidad en espacios nacionales e internacionales y es responsable de la gestión de proyectos de desarrollo sostenible.
Para ser elegido Presidente, un candidato debe contar con el respaldo de las comunidades, demostrar conocimiento de la cosmovisión Achuar, así como experiencia en liderazgo y gestión comunitaria. Durante su mandato, el presidente debe rendir cuentas a las comunidades a través de asambleas y encuentros periódicos, asegurando la transparencia en la administración de recursos y en la implementación de políticas que beneficien a la Nación Achuar.

## Historia de la Nacionalidad Achuar del Ecuador (NAE)
En 1991, la Nacionalidad Achuar del Ecuador (NAE) fue reconocida oficialmente como una organización indígena, consolidando así su identidad territorial en la región amazónica del país. Desde sus inicios, la NAE ha sido parte activa de la Confederación de Nacionalidades Indígenas del Ecuador (CONAIE) y de la Confederación de Nacionalidades Indígenas de la Amazonía Ecuatoriana (CONFENIAE), estructuras que han respaldado su lucha por la autonomía y el reconocimiento de sus derechos ancestrales.
En sus primeros años, la NAE se enfocó en la delimitación y legalización de su territorio, enfrentando desafíos tanto del Estado como de empresas extractivas que buscaban explotar los recursos naturales de la selva amazónica. En 1992, en el marco de los 500 años de resistencia indígena, la NAE participó en movilizaciones nacionales que lograron el reconocimiento legal de los territorios indígenas, lo que marcó un hito en su historia organizativa.
A lo largo de la década de 1990 y principios de los 2000, la NAE consolidó su estructura organizativa mediante asambleas comunitarias y el fortalecimiento de su sistema de gobierno propio. Durante este periodo, surgieron líderes que impulsaron proyectos educativos y ambientales, promoviendo la educación intercultural bilingüe y la conservación de la biodiversidad en su territorio.
En 2010, la NAE enfrentó nuevos retos con la intensificación de proyectos de explotación petrolera en la Amazonía. La organización, junto con otras nacionalidades indígenas, lideró protestas y diálogos con el gobierno ecuatoriano para exigir la consulta previa, libre e informada, un derecho garantizado por la Constitución del Ecuador y convenios internacionales.
En la actualidad, la NAE continúa su lucha por la defensa de su territorio, la autonomía de su gobierno y la revitalización de su cultura. A través de alianzas con organizaciones nacionales e internacionales, busca fortalecer su capacidad de incidencia y garantizar un futuro sostenible para las generaciones venideras de la nacionalidad Achuar del Ecuador.

## Presidentes de la Nación Achuar desde 1991
La Nación Achuar del Ecuador (NAE) ha tenido un total de 11 presidentes desde 1991 hasta el presente:
- Luis Vargas Canelos:
  - Número de cargo: 1
  - Inicio: 1991
  - Fin: 5 de noviembre de 1993
  - Notas: Primer presidente de la Nacionalidad Achuar del Ecuador.
  - Vicepresidente: Sin información
- Pedro Tsamaraint:
  - Número de cargo: 2
  - Inicio: 1994
  - Fin: Sin información
  - Notas: Sucedió a Luis Vargas, impulsando la consolidación y autonomía de la Nación Achuar.
  - Vicepresidente: Sin información
- Santiago Kawarim:
  - Número de cargo: 3
  - Inicio: 1997 y 2000
  - Fin: 2000 y 2003
  - Notas: Fue el único presidente reelegido en la historia de la Nación Achuar. Sin embargo, su mandato también fue objeto de críticas debido a acusaciones de la venta de avionetas de la organización y la quiebra de otras empresas.
  - Vicepresidente: Sin información
- Milton Callera:
  - Número de cargo: 4
  - Inicio: 2003
  - Fin: 2006
  - Notas: Aunque su mandato fue considerado normal, hubo reclamaciones por parte de los Achuar sobre su administración.
  - Vicepresidente: Marco Aij
- Jaime Tanchim:
  - Número de cargo: 5
  - Inicio: 2006
  - Fin: 2009
  - Notas: Continuó con la labor de sus predecesores, manteniendo la estabilidad y el progreso de la Nación Achuar.
  - Vicepresidente: Sin información
- Germán Freire:
  - Número de cargo: 6
  - Inicio: 2009
  - Fin: 2012
  - Notas: Su mandato se caracterizó por la continuidad en la defensa de los derechos y la cultura de la Nación Achuar.
  - Vicepresidente: Sin información
- Jaime Vargas:
  - Número de cargo: 7
  - Inicio: 2012
  - Fin: 2015
  - Notas: Otro líder que trabajó en pro de la comunidad, fortaleciendo la autonomía y los derechos colectivos.
  - Vicepresidente: Sin información
- Ruben Tsamaraint:
  - Número de cargo: 8
  - Inicio: 2015
  - Fin: 2016
  - Notas: Fue destituido debido a sus vínculos con la RC 5, anteriormente conocida como Revolución Ciudadana.
  - Vicepresidente: Sin información
- Agustin Tentets:
  - Número de cargo: 9
  - Inicio: 2016
  - Fin: 2019
  - Notas: Fue el reemplazo de Rubén Tsamaraint, asumiendo el cargo para continuar con la administración de la Nación Achuar.
  - Vicepresidente: Sin información
- Tiyua Uyunkar:
  - Número de cargo: 10
  - Inicio: 2019
  - Fin: 2022
  - Notas: Estuvo por ser destituido por presuntas irregularidades en el manejo de los fondos de la organización a través de su ONG, la Fundación Ikiam. No obstante, no se logró su destitución y concluyó su mandato.
  - Vicepresidente: Valeria Etzamarent
- Wakiach Kuja:
  - Número de cargo: 11
  - Inicio: 2022
  - Fin: 2025
  - Notas: Estuvo por ser destituido por mala gestión; sin embargo, no se logró su destitución.